# 킨디오주

킨디오 주

킨디오주(스페인어: Departamento del Quindío)는 콜롬비아 중서부에 위치한 주로 주도는 아르메니아이며 면적은 1,845km2, 인구는 558,934명(2013년 기준), 인구 밀도는 300명/km2이다. 1966년 7월 1일에 신설되었으며 12개 지방 자치체를 관할한다. 북쪽으로는 리사랄다 주, 남쪽과 동쪽으로는 톨리마 주, 서쪽으로는 바예델카우카 주와 접한다.

주기
주 문장